# Libby (Oregon)
Libby (korábban Easport) az Amerikai Egyesült Államok északnyugati részén, Oregon állam Coos megyéjében, az U.S. Route 101 közelében elhelyezkedő önkormányzat nélküli település.
Nevét egy őslakos nőről kapta. Az 1890. június 11-e és 1892 között működő posta vezetője Enoch Gore volt.

## Fordítás
- Ez a szócikk részben vagy egészben  a   Libby, Oregon című angol Wikipédia-szócikk ezen változatának fordításán alapul.  Az eredeti cikk szerkesztőit annak laptörténete sorolja fel. Ez a jelzés csupán a megfogalmazás eredetét és a szerzői jogokat jelzi, nem szolgál a cikkben szereplő információk forrásmegjelöléseként.